# Simacápafélék
A Hemigaleidae családja a porcos halak (Chondrichthyes) osztálya, kékcápaalakúak (Carcharhiniformes) rendjébe tartozó család. 2 alcsalád, 4 nem és 7 faj tartozik a családhoz

## Rendszerezés
A családhoz az alábbi alcsaládok, nemek és fajok tartoznak.

### Hemipristinae
A Hemipristinae alcsaládba 1 nem és 1 faj tartozik.
- Hemipristis (Agassiz, 1843) – 1 faj
  - Hemigaleus microstoma

### Hemigaleinae
A Hemigaleinae alcsaládba 3 nem és 6 faj tartozik.
- Chaenogaleus (Gill, 1862) – 1 faj
  - Chaenogaleus macrostoma

- Hemigaleus (Bleeker, 1852) – 1 faj
  - Hemigaleus microstoma

- Paragaleus (Budker, 1935) – 4 faj 
  - Paragaleus leucolomatus
  - Paragaleus pectoralis
  - Paragaleus randalli
  - Paragaleus tengi